# Письменний Юрій Васильович
Юрій Васильович Письменний (4 березня 1962 — 4 липня 2021, зона ООС) — український військовослужбовець (капітан). Орден Богдана Хмельницького III ступеня (2021).

## Життєпис
Народився 1962 року в місті Придніпровськ (нині в складі міста Дніпро) Закінчив Дніпропетровський медичний інститут (1987).
Служив медиком-волонтером у Першому добровольчому мобільному шпиталі ім. Пирогова (2016—2018). У 2018 році призивався до лав Збройних сил України. Очолив медичний пункт батальйону.
Загинув 4 липня 2021 року у зоні ООС. Залишилася дружина Тетяна, син Георгій.
Похований в селі Старі Кодаки (Дніпровський район, Дніпропетровська область).